# Muhlerhagen
Muhlerhagen, im 19. Jahrhundert auch Am Hagen genannt, ist ein Ortsteil in der Gemeinde Schalksmühle im Märkischen Kreis im Regierungsbezirk Arnsberg in Nordrhein-Westfalen (Deutschland).

## Lage und Beschreibung
Der Ortsteil befindet sich im Hägerbachtal westlich von Muhle im nördlichen Gemeindegebiet direkt an der Stadtgrenze zu Hagen. Der Ort ist über eine Zufahrt von Holthausen erreichbar.
Weitere Nachbarorte auf dem Schalksmühler Gemeindegebiet sind der Linscheid, Linscheiderbecke, Linscheiderschule, Hellhof,  Kämpershof, Stallhaus, Kuhlenhagen, Everinghauserheide, Wilfesche, Twieströmen, Walze und Pulvermühle, sowie Muhlerohl, Muhler Ölmühle, Mönigsfeld, Rummenohl, Werth, Sterbeckerhammer, Lindenteich und Rohagen auf Hagener Stadtgebiet.

## Geschichte
Muhlerhagen gehörte bis zum 19. Jahrhundert der Wester Bauerschaft des Kirchspiels Hülscheid an. Ab 1816 war der Ort Teil der Gemeinde Hülscheid in der Bürgermeisterei Halver im Kreis Altena, 1818 lebten 24 Einwohner im Ort. Der laut der Ortschafts- und Entfernungs-Tabelle des Regierungs-Bezirks Arnsberg als Hof kategorisierte Ort besaß 1839 unter dem Namen Hagen (Muhler) drei Wohnhäuser und vier landwirtschaftliche Gebäude. Zu dieser Zeit lebten 20 Einwohner im Ort, alle evangelischen Bekenntnisses.
1844 wurde die Gemeinde Hülscheid mit Muhlerhagen von dem Amt Halver abgespaltet und dem neu gegründeten Amt Lüdenscheid zugewiesen.
Der Ort ist auf der Preußischen Uraufnahme von 1840 als Am Hagen verzeichnet. Ab der Preußischen Neuaufnahme von 1892 ist der Ort auf Messtischblättern der TK25 als Muhlerhagen verzeichnet.
Die Gemeinde- und Gutbezirksstatistik der Provinz Westfalen führt 1871 den Ort unter dem Namen Amhagen als Hof mit vier Wohnhäusern und 23 Einwohnern auf.  Das Gemeindelexikon für die Provinz Westfalen gibt 1885 für Am Hagen eine Zahl von 26 Einwohnern an, die in drei Wohnhäusern lebten. 1895 besitzt der Ort vier Wohnhäuser mit 28 Einwohnern, 1905 werden vier Wohnhäuser und 30 Einwohner angegeben.
1969 wurden die Gemeinden Hülscheid und Schalksmühle zur amtsfreien Großgemeinde (Einheitsgemeinde) Schalksmühle im Kreis Altena zusammengeschlossen und Muhlerhagen gehört seitdem politisch zu Schalksmühle, das 1975 auf Grund des Sauerland/Paderborn-Gesetzes Teil des neu geschaffenen Märkischen Kreises wurde.